# Wilfried Fricke
Wilfried Fricke (* 6. November 1943; † 24. März 2013) war ein deutscher Fußballspieler. Der Verteidiger kam in der Saison 1965/66 bei Hannover 96 zu zwei Einsätzen in der Fußball-Bundesliga. Er gewann zweimal in Folge die Deutsche Amateurmeisterschaft 1964 und 1965.

## Karriere
Als A-Jugendlicher debütierte Fricke am 31. März 1962 bei einer 0:1-Niederlage als linker Verteidiger in der DFB-Jugendauswahl. Er nahm mit der DFB-Auswahl im April am UEFA-Juniorenturnier in Rumänien teil, wo er neben Mitspielern wie Sepp Maier, Rolf Kahn, Wolfgang Weber, Reinhard Libuda, Wolfgang Overath und Horst Wild in den Spielen gegen Portugal (1:1) und Rumänien (0:3) im damaligen WM-System jeweils als linker Verteidiger zum Einsatz kam.
In den Folgejahren erzielte Fricke Erfolge im Vereinsfußball, mit Hannover 96 gewann er zweimal in Folge die Deutsche Amateurmeisterschaft 1964 und 1965. Fricke gehörte auch dem 96er-Team an, das am 2. Juli 1966 in Herford das dritte Endspiel in Folge um die Amateurmeisterschaft bestritt, aber mit 1:5 – dreifacher Torschütze Carsten Baumann – gegen die Amateure von Werder Bremen verlor. Das Amateurteam von Hannover wurde in diesen Jahren von Trainer Hannes Kirk betreut. In der Saison 1965/66 kam Fricke zu seinem Debüt in der Bundesliga. Er absolvierte zwei Spiele zum Ende der Saison, nachdem Trainer Helmut Kronsbein, durch Kirk als Verantwortlicher an der Seitenlinie ersetzt wurde. Er debütierte in der Bundesliga am 30. April 1966 beim Heimspiel gegen den FC Schalke 04 (0:3). Sein zweites und letztes Bundesligaspiel absolvierte er am 21. Mai 1966 bei einem 4:2-Heimerfolg gegen den VfB Stuttgart. In beiden Spielen bildete er vor Torhüter Horst Podlasly mit Bernd Kettler das Verteidigerpaar der „Roten“.
Über den weiteren Weg des Fußballers und Menschen Wilfried Fricke ergibt sich aus der vorliegenden Literatur nichts weiteres.
Er starb am 24. März 2013.